# Église Saint-Martin de Croix
L'église Saint-Martin est une église catholique de la ville de Croix, en France dans le département du Nord. Elle dépend du doyenné de Roubaix de l'archidiocèse de Lille et elle est dédiée à saint Martin, apôtre des Gaules. L'église est inscrite aux monuments historiques le 9 juin 2005,.

## Histoire
Avec la poussée démographique due à l'industrialisation au courant du XIXe siècle, Croix a besoin d'une nouvelle église, l'ancienne, fondée au XIIe siècle, ayant été vendue comme bien national et démolie en 1799. Une nouvelle église est construite en 1805, mais elle devient rapidement trop petite. Celle-ci est bâtie de 1847 à 1851 par l'architecte Charles Leroy, en style néogothique tardif. C'est la première église de ce style construite dans la région.
L'église est agrandie de 1879 à 1883 par Alphonse Dubuisson à l'initiative du curé, l'abbé Deran . Un transept est construit à l'emplacement du chœur et le nouveau chœur placé au-delà. L'église est ravagée pendant la Première Guerre mondiale. L'abbé Decock la fait restaurer dans les années 1920 et l'intérieur est recouvert d'immenses fresques murales.
La messe dominicale est célébrée à 10 heures 30 un dimanche sur deux en alternance avec l'église Notre-Dame-de-Lourdes de Roubaix.

## Description
L'église de briques et de pierre comprend une nef et deux bas-côtés terminés par une abside et précédés d'un narthex, flanqué de la chapelle des Morts et de la chapelle des fonts baptismaux. Un haut clocher s'élève au-dessus du narthex.
L'orgue date de 1880 ; il a été restauré en 2007 par le facteur d'orgues lillois Antoine Pascal et le buffet d'orgue date de 1926. En février 2020, un orgue numérique à trois claviers, dont les enceintes sont installées derrière les tuyaux de façade, remplace l'orgue à tuyaux qui nécessitait à nouveau une restauration. Son cout est de 40 000 €.
L'église possède un grand tableau remarquable de Pharaon de Winter représentant une Déploration du Christ, panneau central d'un immense triptyque dont les deux autres panneaux sont conservés en l'église Saint-Vincent de Marcq-en-Barœul. On remarque aussi des fresques et des tableaux en lien avec l'histoire religieuse de Croix. L'intérieur est entièrement peint dans le style troubadour. Il a été restauré entre 2010 et 2015. Les vitraux de la fin du XIXe siècle ont été restaurés en 2004.